# Conservation International

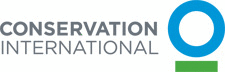
Logo

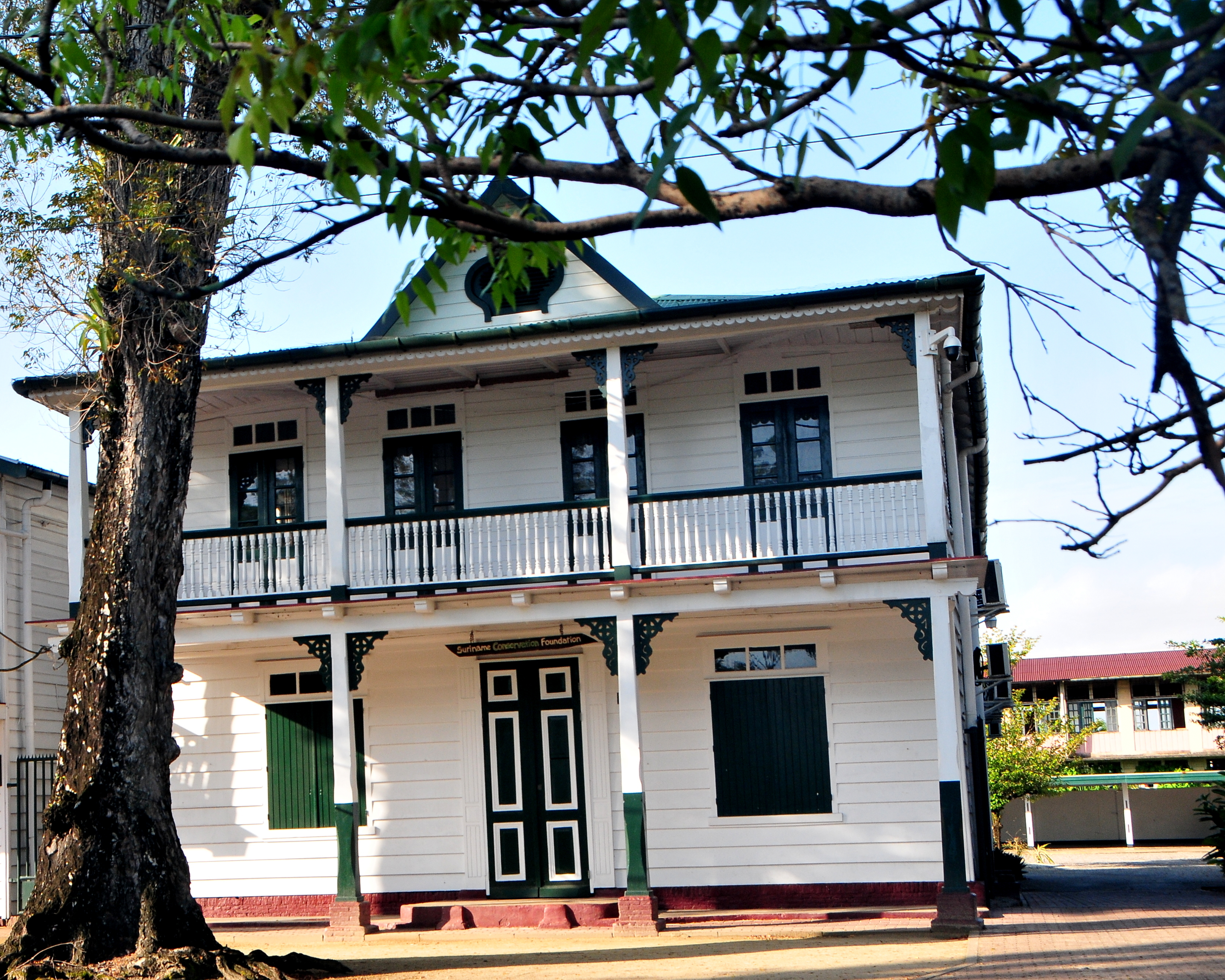
Vestiging in Suriname aan de Dr. J.F. Nassylaan

Conservation International (CI) is een non-profit-organisatie die zich richt op natuurbehoud. De organisatie wil de biodiversiteit van landschappen, zeeën en oceanen in stand houden. De organisatie is in 1987 in Washington D.C. (Verenigde Staten) opgericht. De hoofdvestiging is tegenwoordig in Arlington County, Virginia, Verenigde Staten.
Conservation International heeft meerdere medewerkers in dienst die als veldpersoneel werken in diverse gebieden in de wereld waar de biodiversiteit wordt bedreigd. Hieronder zijn wetenschappers, economen en voorlichters.

## Hotspots
De wetenschappers van Conservation International hebben plaatsen aangewezen waar natuurbescherming het meeste effect heeft op het behoud van de biodiversiteit. Meer dan driekwart van de meest bedreigde vogels, amfibieën en zoogdieren en meer dan de helft van alle planten in de wereld leven volgens hen in slechts een klein gedeelte van de wereld. Deze gebieden wijzen zij aan als biodiversiteitshotspots. Een meerderheid van de soorten zijn endemisch in de 34 door hen geïdentificeerde hotspots. Onder meer het Middellandse Zeegebied en de California Floristic Province zijn door hen als hotspot bestempeld.

## Landen
De organisatie is in meer dan veertig landen actief. Ze heeft veldkantoren in Afrika (Botswana, Ghana, Liberia, Madagaskar en in Kirstenbosch National Botanical Garden in Zuid-Afrika), Azië en Oceanië (Australië, Cambodja, China, Fiji, Indonesië, Japan, Samoa, Nieuw-Caledonië, Papoea-Nieuw-Guinea, de Filipijnen en de Salomonseilanden), Noord-Amerika (Costa Rica, Guatemala en Mexico) en Zuid-Amerika (Bolivia, Brazilië, Colombia, Ecuador, Guyana, Peru, Suriname en Venezuela). De organisatie werkt ter plekke samen met lokale, regionale en nationale overheden, bedrijven, de lokale gemeenschap en andere organisaties.

## Steun
Verschillende bekende personen maken deel uit van het bestuur van de organisatie, waaronder acteur Harrison Ford, Gordon Moore (medeoprichter van Intel) en koningin Noor van Jordanië.
Het werk van Conservation International wordt ondersteund door veel grote Amerikaanse bedrijven. Ook wordt samengewerkt met niet-gouvernementele organisaties.